# Дивна Аничић
Дивна Аничић (Мркоњић Град, 27. октобар 1970) српски је политичар, начелник општине Мркоњић Град и функционер Савеза независних социјалдемократа (СНСД).